# Parnassius simonius
Parnassius simonius är en fjärilsart som beskrevs av Otto Staudinger 1889. Parnassius simonius ingår i släktet Parnassius och familjen riddarfjärilar. Inga underarter finns listade i Catalogue of Life.

## Bildgalleri

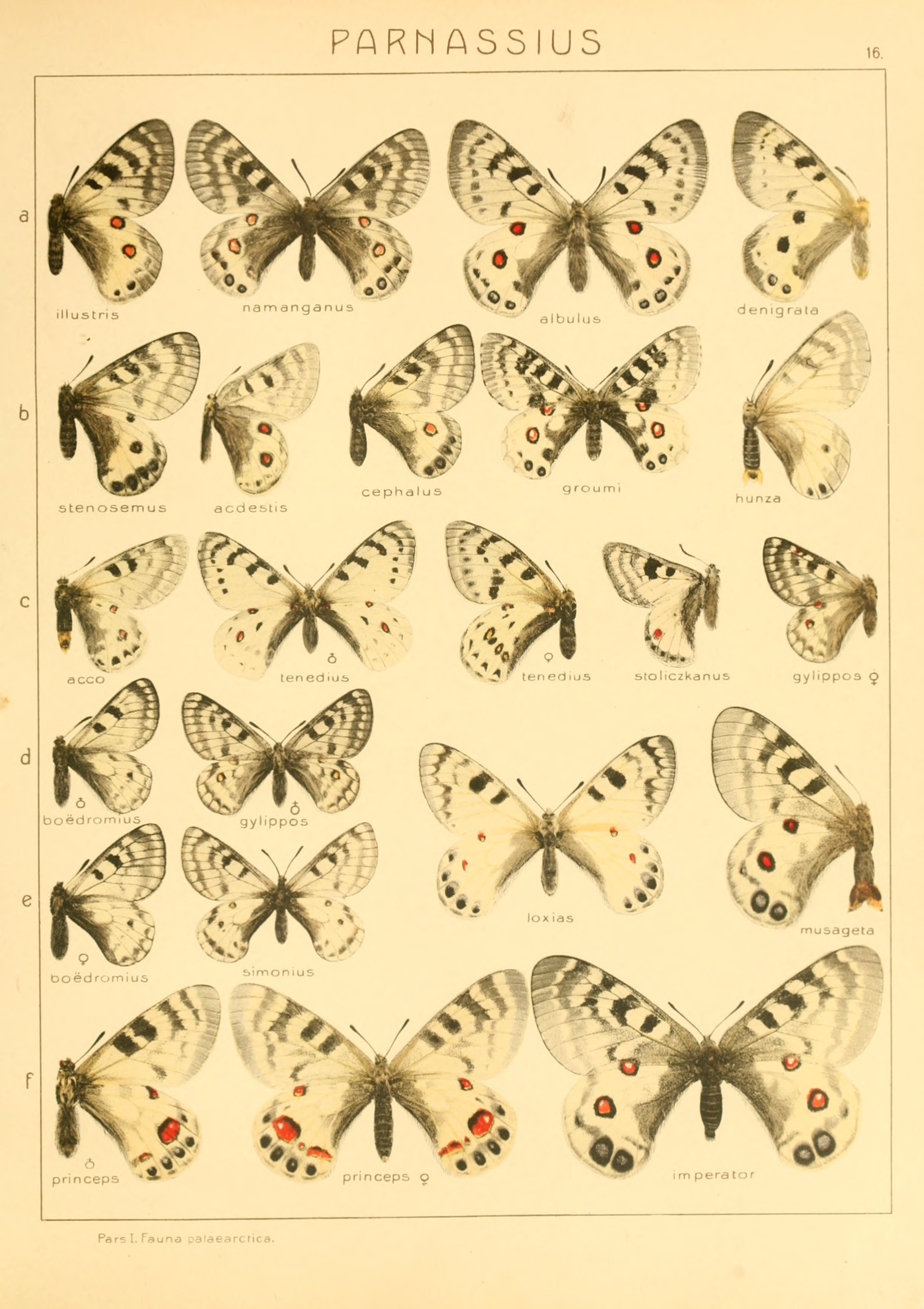